# Vuelta a España 1942
Die 4. Vuelta a España war ein Radrennen, das vom 30. Juni bis zum 19. Juli 1942 ausgetragen wurde. Es bestand aus 20 Etappen mit einer Gesamtlänge von 3688 Kilometern. Sieger wurde der Spanier Julián Berrendero, der auch schon Vorjahressieger wurde.

## Etappen
| Etappen     | Start – Ziel                      | km       | Etappensieger                   | Gesamterster      |
| ----------- | --------------------------------- | -------- | ------------------------------- | ----------------- |
| 1. Etappe   | Madrid – Albacete                 | 245      | Julián Berrendero               | Julián Berrendero |
| 2. Etappe   | Albacete – Murcia                 | 160      | Delio Rodríguez                 | Julián Berrendero |
| 3. Etappe   | Murcia – Valencia                 | 248      | José Jabardo                    | Julián Berrendero |
| 4. Etappe   | Valencia – Tarragona              | 278      | Delio Rodríguez                 | Julián Berrendero |
| 5. Etappe   | Tarragona – Barcelona             | 120      | Delio Rodríguez                 | Julián Berrendero |
| 6. Etappe   | Barcelona – Huesca                | 279      | Delio Rodríguez                 | Julián Berrendero |
| 7. Etappe   | Huesca – Donostia-San Sebastián   | 305      | Delio Rodríguez                 | Julián Berrendero |
| 8a. Etappe  | Donostia-San Sebastián – Bilbao   | 160      | René Vietto                     | Julián Berrendero |
| 8b. Etappe  | Bilbao – Castro Urdiales          | 53 (EZF) | Delio Rodríguez                 | Julián Berrendero |
| 9. Etappe   | Castro Urdiales – Santander       | 151      | Julián Berrendero               | Julián Berrendero |
| 10. Etappe  | Santander – Reinosa               | 120      | Pierre Brambilla                | Julián Berrendero |
| 11. Etappe  | Reinosa – Gijón                   | 199      | Delio Rodríguez                 | Julián Berrendero |
| 12a. Etappe | Gijón – Oviedo                    | 75       | Louis Thiétard                  | Julián Berrendero |
| 12b. Etappe | Oviedo – Luarca                   | 129      | Delio Rodríguez                 | Julián Berrendero |
| 13. Etappe  | Luarca – A Coruña                 | 219      | Louis Thiétard                  | Julián Berrendero |
| 14a. Etappe | A Coruña – Santiago de Compostela | 63 (EZF) | Francisco Antonio Andrés Sancho | Julián Berrendero |
| 14b. Etappe | Santiago de Compostela – Vigo     | 110      | René Vietto                     | Julián Berrendero |
| 15. Etappe  | Vigo – Ponferrada                 | 270      | Joaquín Olmos                   | Julián Berrendero |
| 16. Etappe  | Ponferrada – Salamanca            | 251      | Celistino Camilla               | Julián Berrendero |
| 17. Etappe  | Salamanca – Madrid                | 248      | Celistino Camilla               | Julián Berrendero |